# Darling (roman)
Darling est un roman de l'écrivain français Jean Teulé paru en 1998.

## Adaptation au cinéma
Darling a été adapté au cinéma en 2007 par Christine Carrière, avec Marina Foïs dans le rôle principal.

## Adaptation théâtrale
- 2012 - 2014 : Darling, pièce d'après son roman éponyme, adapté par claudine Van Beneden, Chantal Péninon et Laurent Le Bras, Compagnie Nosferatu[1], création le 30 novembre 2012 à Yssingeaux (Haute-Loire), et en tournée depuis, jusqu'en juillet 2014 au Festival d'Avignon (Vaucluse).